# Chorebus stagnalis
Chorebus stagnalis är en stekelart som först beskrevs av Richard Heymons 1908.  Chorebus stagnalis ingår i släktet Chorebus och familjen bracksteklar. Inga underarter finns listade i Catalogue of Life.